# ヒミンビョルグ
ヒミンビョルグ(Himinbjörg)は、北欧神話に登場する神ヘイムダルの住居の名である。名前の意味は「天山」である。

## 『エッダ』
『スノッリのエッダ』第一部『ギュルヴィたぶらかし』第17章において、天の端にかかる虹の橋ビフレストのたもとにヒミンビョルグがあるとされている。
『たぶらかし』第27章では、ヘイムダルがビフレストに近いこのヒミンビョルグに住んでいると語られている。それは、彼が神々の見張り番であることから、山の巨人などから橋を守るためだといわれている。
『古エッダ』の『グリームニルの歌』第13節では神々の住む場所が次々に紹介されるが、8番目にこのヒミンビョルグが紹介される（第13節）。聖所を支配するヘイムダルが、心地よい大きな家で美酒を楽しむと語られる。

## 『ユングリング家のサガ』
スノッリ・ストゥルルソンは『ユングリング家のサガ』第5章においても、ヘイムダルがヒミンビョルグに居住したとしている。それはログ湖（現在のスウェーデン・メーラレン湖）のほとりの古シグトゥーナ(en)にあり、ヘイムダルは神殿のゴジとして、オーディンからその地を与えられた。